# Canyoning

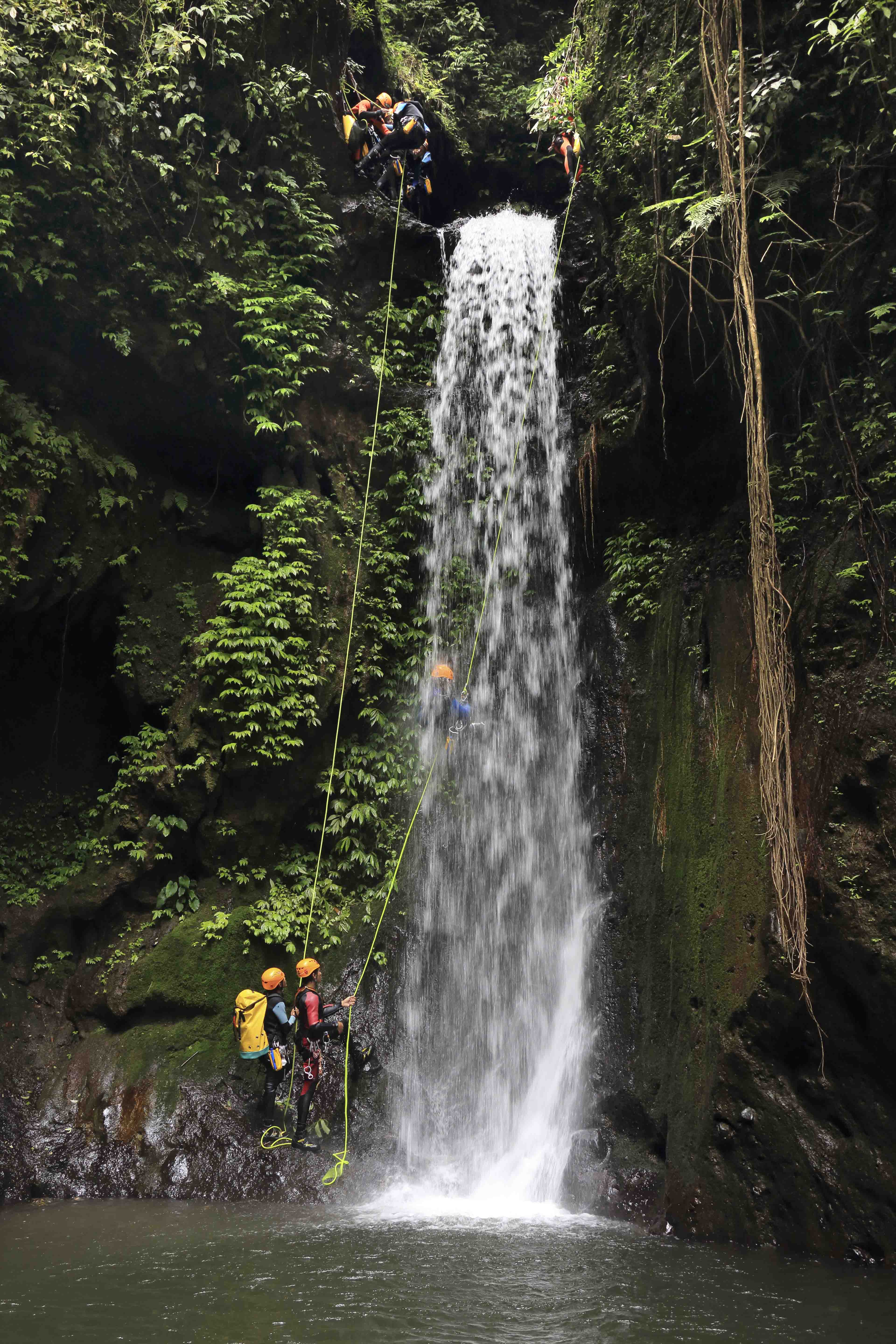
Canyoning in Gitgit, Bali, Indonesia

Canyoning ou canionismo é um desporto que consiste na exploração progressiva de um rio, transpondo os obstáculos verticais e anfíbios, através de diversas técnicas e equipamentos.
Este desporto teve o seu "nascimento" no final da década de 1970 na Europa, mais precisamente em França e em Espanha.
O desporto em Portugal está a crescer rapidamente, uma vez que este país tem diversos rios que proporcionam esta prática desportiva.
A emoção e adrenalina é a maior atracção para os praticantes que se apaixonam pela exploração de canyons. Aquando do avanço progressivo do rio, os praticantes conseguem ser surpreendidos por situações novas e inesperadas.
Ao contrário do que alguns pensam, o canyoning é um desporto extremamente seguro, que utiliza equipamentos de alta tecnologia e desempenho. O facto de se estar em contacto permanente com a natureza consegue transmitir ao praticante do desporto uma sensação inexplicável de liberdade e harmonia.

## Ocanyoningna Ilha da Madeira
O canionismo na Madeira começou em fins de 1989 por um grupo de dois franceses e o madeirense Rui Dantas, liderados por Frederic Feu, ligado a uma empresa de nome Atalanta. Começou-se nesta altura a exploração de alguns cursos de água na Ilha da Madeira como o Ribeiro Frio, e posteriormente a Ribeira das Cales.
Esta modalidade continuou a ser praticada por um pequeno grupo de madeirenses liderados por Rui Dantas, que contribuíram na exploração e equipamento de alguma ribeiras surgindo depois alguns continentais, e mais tarde um grupo de franceses dos quais destaco Antoine Florin. Algumas das ribeiras a serem exploradas posteriormente às cales e ao Ribeiro Frio foram a parte superior da ribeira do Inferno, a ribeira da Hortelã, entre outras. Desde o ano de 2000, os itinerários naturais nomeadamente as ribeiras foram exploradas por pessoas ligadas a Associação de Desportos de Aventura Desnível, que tem vindo a realizar alguns estágios de canyon acabando por equipar algumas ribeiras. De destacar é o trabalho feito por um grupo de franceses liderado por Antoine Florin ao qual acabaram também por se juntar alguns Madeirenses.
Antoine Florin acabou por equipar e reequipar desde Setembro do ano 2000 até à data cerca de 40 canyons, a maior parte equipada integralmente.
Desde Agosto de 2006, a Canyoning Madeira pelas mãos de Nuno Freitas foi pioneira na divulgação dos itinerários existentes na ilha da Madeira, contribuindo na divulgação e internacionalização destes ao público em geral.

## Ocanyoningna Ilha das Flores, nos Açores
O canionismo na Ilha das Flores (Açores) teve início em 2004 com a equipagem da Ribeira do Ferreiro, por uma equipa da Associação de Desportos Aventura Desnível, liderada por Francisco Silva.
Esta modalidade foi crescendo de forma natural com os estágios efectuados pela referida Associação e hoje já conta com mais de 38 circuitos disponíveis na Ilha.
Em 2009, Marco Melo, nativo da Ilha das Flores que acompanhou desde 2006 o trabalho desenvolvido pela Desnível na Ilha, finalizou a formação de monitor de canyoning pela Desnível. Criou a sua empresa, a WestCanyon Turismo Aventura, sendo hoje possível o enquadramento de actividades de canyoning na Ilha, entre outras.
A Ilha das Flores, recentemente classificada de Reserva da Biosfera, tem muitas aventuras ao dispor dos seus visitantes. Aproveite todos os momentos possíveis para desfrutar da Natureza em estado puro.

## Ocanyoningna Ilha de São Jorge Açores
O canyoning chegou à ilha de São Jorge no início dos anos 1990 através de um grupo de amigos locais sendo Luís Paulo Bettencourt um dos pioneiros desta nova modalidade na Região Autónoma dos Açores e particularmente na Ilha de São Jorge. No ano de 2000, fundou a Aventour Azores Adventures (https://www.aventour.pt), empresa esta também pioneira no Canyoning nos Açores.  No presente, a ilha de São Jorge tem diversos canyonings equipados de diferentes graus técnicos e de dificuldade. 
A Ilha de São Jorge é conhecida por "Ilha de Aventura" sendo a "Meca" dos desportos de aventura e de natureza.  

## Dia mundial do Canyoning
Em 2017, em assembleia geral da FEDERATION FOR INTERNATIONAL  CANYONING (Fédération Internationale de Canyonisme) | IFC, foi apresentada uma proposta de celebrar o Dia Mundial de Canyoning, tendo sido aprovado  o 1º sábado do mês de outubro de cada ano. 